# Hala (film)
Pour les articles homonymes, voir Hala.
Pour plus de détails, voir Fiche technique et Distribution.
Hala est un film dramatique américain de 2019 écrit et réalisé par Minhal Baig. 
Le film a reçu des critiques généralement positives. Il est basé sur un précédent court métrage de Minhal Baig réalisé en 2016 du même nom.
Il est disponible sur Apple TV+ depuis le 6 décembre 2019.

## Synopsis
Hala Masood est une jeune musulmane pakistanaise de 17 ans en conflit entre les valeurs de sa famille et ses désirs. Sa mère s'inquiète alors pour sa fille d'être près des garçons et du skateboard, alors qu'elle a un béguin secret pour un garçon de son école nommé Jesse, qui n'est pas musulman (alors que l'on s'attend à ce qu'elle accepte son mariage arrangé avec un musulman). Les choses arrivent progressivement à un point critique alors que Hala est attirée vers lui, contre la volonté de sa famille. Dans le même temps, elle apprend que le mariage de ses parents a des problèmes qu'elle n'avait jamais connus auparavant.

## Distribution
- Geraldine Viswanathan (VF : Alice Orsat) : Hala Masood
- Jack Kilmer (VF : Maxime Baudouin) : Jesse
- Purbi Joshi (VF : Isabelle Auvray) : Eram Masood
- Azad Khan (VF : Asil Raïs) : Zahid Masood
- Gabriel Luna (VF : Thomas Roditi) : M. Lawrence
- Anna Chlumsky (VF : Rafaèle Moutier) : Shannon Taylor
- Taylor Blim (VF : Lila Lacombe) : Melanie

 Source et légende : version française (VF) sur RS Doublage et le carton du doublage français.

## Production
En novembre 2017, Geraldine Viswanathan, Jack Kilmer, Anna Chlumsky, Gabriel Luna, Purbi Joshi et Azad Khan ont rejoint le casting du film, avec Minhal Baig qui le réalise, il est basé sur un précédent court métrage de Minhal Baig réalisé en 2016 et portant le même nom.

## Sortie
Le film a été projeté pour la première fois au Festival du film de Sundance 2019 le 26 janvier 2019. Peu de temps après, Apple TV+ a acquis les droits de distribution du film. 
Hala est sorti en salles de façon limité le 22 novembre 2019. Il fut par la suite mis en ligne sur Apple TV+ le 6 décembre 2019 dans le monde entier, il s'agit du premier film non documentaire de la plateforme.

## Accueil
Hala a reçu des critiques positives de la part des critiques de cinéma. Il détient un taux d'approbation de 88% sur le site Web agrégateur d'avis Rotten Tomatoes, sur la base de 33 avis, avec une moyenne pondérée de 8,79 / 10. 
Sur Metacritic, le film détient une note de 75 sur 100, basée sur 11 critiques, indiquant "des critiques généralement favorables".
En France, le film est moins populaire, par exemple, sur Allociné, le film obtient une moyenne des spectateurs de 2,7 / 5 avec plus de 40 avis.
Sur SensCritique, le film obtient une moyenne de 5,6 / 10 avec 33 avis de la part du public. 